# (5959) Shaklan
(5959) Shaklan est un astéroïde de la ceinture principale.

## Description
(5959) Shaklan est un astéroïde de la ceinture principale. Il fut découvert le 2 juillet 1989 à l'observatoire Palomar par Eleanor Francis Helin. Il présente une orbite caractérisée par un demi-grand axe de 3,19 UA, une excentricité de 0,10 et une inclinaison de 17,9° par rapport à l'écliptique.

## Compléments